# After Earth
After Earth sau 1.000 post Terra este un film SF de aventură dramatic american din 2013. Este regizat de M. Night Shyamalan, acesta fiind și autorul scenariului alături de Gary Whitta pe baza unei idei originale a lui Will Smith. Filmul prezintă un tată care este militar și pe fiul acestuia după ce se prăbușesc pe Pământ cu o navă la o mie de ani după ce un evenimente catastrofice au forțat umanitatea să părăsească planeta în căutarea unui nou cămin. Fiul adolescent trebuie să-și salveze tatăl său muribund cercetând singur terenul ostil, unde se confruntă cu creaturi extrem de evoluate și cu un animal extraterestru nemilos de-a lungul drumului său de a recupera baliza de semnalizare, singura lor salvare și, de asemenea, trebuie să dovedească că se poate ridica la înălțimea reputației tatălui său de soldat legendar. Acesta este al doilea film după În căutarea fericirii (2006) în care interpretează cei doi actori, tată și fiu în viața reală, Will și Jaden Smith ca Cypher și Kitai Raige. Will Smith, de asemenea, este producător prin intermediul companiei sale Overbrook Entertainment, pelicula fiind distribuită de Columbia Pictures. Filmul este disponibil în format IMAX și este primul film Sony Pictures filmat și distribuit în rezoluția 4K.

## Distribuție
- Jaden Smith este Kitai Raige
- Will Smith este Cypher Raige
- Sophie Okonedo este Faia Raige
- Zoë Isabella Kravitz este Senshi Raige
- David Denman este McQuarrie
- Kristofer Hivju este Șef al Securității
- Gabriel Caste este Ranger
- Lincoln Lewis este Bo
- Chris Geere este Navigator

## Legături externe
- Site web oficial
- Common Sense Media Age-Appropriate review of After Earth
- After Earth la Internet Movie Database
- http://www.cinemagia.ro/filme/after-earth-577576/
- After Earth la Box Office Mojo
- en Colecție de articole critice despre  After Earth la Metacritic.com
- After Earth la Rotten Tomatoes
- Official Wiki